# AIR Media-Tech
AIR Media-Tech — міжнародна компанія, яка створює сервіси для розвитку, збільшення доходу та підвищення впізнаваності креаторів, відеоконтенту та брендів на диджитал-платформах, заснована українцями Сергієм Бєлоусовим та Степаном Михайловим. 
Компанія співпрацює з YouTube-креаторами, такими як Kids Diana Show, Lady Diana, Jason Vlogs, Vania Mania Kids, HZHtube Kids Fun, та є одним з найбільших партнерів YouTube у світі за трафіком.

## Історія
AIR Media-Tech була заснована у 2010 році українцями Сергієм Бєлоусовим та Степаном Михайловим з метою дистрибуції відеоконтенту на власній платформі. Згодом у 2011 році AIR отримала статус сертифікованого партнера YouTube і трансформувалася у мультиканальну мережу.
З 2015 року на базі компанії запрацювала перша в Україні агенція стратегічного інфлюенсер-маркетингу AIR Brands.
У 2015 році київський офіс AIR Media-Tech переїхав на територію колишнього заводу «Укркабель».
У 2016 році було створено академію відеоблогінгу AIR Academy.
З 2016 року AIR започатковує найбільший у Східній Європі фестиваль для YouTube-блогерів та їхніх фанів — VideoZhara. Цього ж року в рамках фестивалю запущена спеціалізована конференція «VideoZhara для брендів» для спеціалістів з маркетингу та цифрових комунікацій.
У вересні 2017 року компанія AIR набрала сто мільярдів переглядів у своїй мережі.
У 2018 році генеральним директором AIR стає Микола Рогинець. З1 січня 2020 року генеральним директором AIR став Федір Скиба.
У 2019 році компанія почала співпрацювати з TikTok.
У 2020 році AIR переформатувалась з MCN (багатоканальної мережі) в одну з наймасштабніших екосистем для креаторів у світі, в якій автори контенту на YouTube отримують понад 50 сервісів для розвитку і додаткової монетизації на діджитал-платформах.
У 2020 році компанія запустила напрям AIR Influencer MeetUps — серію вебінарів та онлайн-зустрічей на актуальні теми, пов’язані з розвитком на відеоплатформах.
На початку 2022 року AIR Media-Tech купила ScaleLab — американську компанію, відому в минулому своєю співпрацею з такими всесвітньо відомими креаторами, як Jake Paul, MrBeast та Erika Costell. На сьогодні в партнерській мережі ScaleLab нараховується більш як 1000 YouTube-креаторів із загальною аудиторією понад 400 мільйонів підписників.
Восени 2022 року компанія оголосила про стратегічне партнерство з Vidby — сервісом перекладів на основі штучного інтелекту, щоб зробити сервіси з перекладу та локалізації контенту доступнішими для YouTube-креаторів.
У грудні 2022 року AIR Media-Tech оголосила про стратегічне партнерство з сервісом циклічних трансляцій Gyre.
У січні 2023 року спільно з дочірніми компаніями та партнерами у своїй мережі AIR досягла історичної відмітки в трильйон переглядів на YouTube. За підрахунками компанії, трильйон переглядів еквівалентний тому, що кожна людина на планеті перегляне відео, створене партнером AIR, 125 разів.
З початку 2023 року AIR почала виходити на ринки арабомовних країн, розширила свою присутність на Близькому Сході. Це стало можливо завдяки реалізації співпраці численних партнерств з провідними інструментами та послугами галузі, що прискорили зростання AIR до 2023 року, а також партнерству зі службою онлайн-перекладу та дубляжу, Vidby та Gyrе, послуга, яка пропонує можливості безперервного потокового передавання, надає додаткові інструменти та ресурси для партнерів AIR. 
В квітні 2023 року ПриватБанк уклав угоду з фірмою «Авардс Медіа» (яка належить компанії «AIR Media-Tech» Бєлоусова та Михайлова) про рекламні та маркетингові послуги на 2,90 млн грн. 

### Досягнення за 2024 рік
У січні 2024 року AIR Media-Tech розпочала дистрибуцію відеоконтенту на китайських платформах. Першим каналом, розміщеним на платформі Youku, став Maman kids.
У травні 2024 року компанія представила AIR ID – платформу, що об’єднує всі сервіси AIR в єдиний простір.
У березні 2024 року було запущено мобільний додаток MilX в Google Play та App Store – фінансовий сервіс для креаторів для отримання платежів та управляти фінансами.
Також у березні 2024 партнерський канал United24 Media досяг значної віхи, зібравши 1 мільйон підписників.
25 червня 2024 року AIR Brands отримала нагороду X-Ray . у номінації "Кампанія в соцмережах" за реалізацію проєкту "Агент 3700" для ПриватБанку.
У листопаді 2024 року компанія уклала стратегічне партнерство з MSN (Microsoft Network), що розширює можливості дистрибуції контенту на платформі з двома мільярдами користувачів щомісяця.
Впродовж 2024 року команда AIR Media-Tech брала участь у провідних світових заходах індустрії Creator Economy, інфлюенсер-маркетингу та відеоплатформ, зокрема у VidCon в Анахаймі та Мехіко, VidSummit 2024 у Далласі, 1 Billion Follower Summit у Дубаї, Influencer Marketing Show USA у Нью-Йорку, а також YouTube EMEA Youth Summit, CreatorFest 2024, YouTube Creator Enabler Summit EMEA та MIPJunior у Лондоні.

## Структура та сервіси

### Структура компанії
До складу приватної компанії AIR входять: команда IT, підрозділ AIR Brands, дизайнери, відділ операційних та стратегічних фінансів, відділ, що працює безпосередньо з блогерами, команда маркетингу, відділ HR. Станом на листопад 2021 року в компанії працює більше 200 спеціалістів. 

#### AIR Brands
Інфлюенсер-маркетингова агенція AIR Brands допомагає брендам розв’язувати свої задачі на платформах YouTube, TikTok, Instagram, Likee. Серед ключових сервісів — колаборації з блогерами, відеопродакшн та брендові канали під ключ. На рахунку агенції понад 1000 проєктів із лідерами думок та сотні відеоробіт для більш як 200 брендів, включно з Pepsi, Suzuki, Panasonic, Comfy, «Інтертоп». AIR Brands має прямий договір із TikTok.

### Послуги
AIR Media-Tech пропонує спектр послуг із перекладу та локалізації контенту для авторів понад 50 мовами. Ці послуги охоплюють закриті субтитри, переклад, локалізацію, а також  штучним інтелектом і людиною. Ще однією частиною послуг є надання комплексних рішень для перекладених і локалізованих каналів YouTube, включаючи їх просування під ключ. Такі відомі користувачі YouTube, як Kids Diana Show,Lady Diana, Heidi та Zidane, успішно розширили свою глобальну аудиторію завдяки локалізації вмісту від AIR. Цей стратегічний крок, станом на вересень 2023 року, призвів до суттєвого збільшення доходу AIR на 380%. AIR працює в сфері консультації блогерів з комерційною метою залучити нову аудиторію та значно збільшити їхні прибутки.
З моменту заснування у 2010 році компанія AIR допомогла збільшити кількість аудиторії своїх клієнтів YouTube, зокрема Kids Diana Show (до 250 мільйонів підписників), Vlad and Niki (до 230 мільйонів підписників) і Vania Mania Kids (до 25 мільйонів підписників).

### AIR Creators Ecosystem
Команда екосистеми співпрацює з понад 3000 відомих креаторів та музикантів із 44 країн світу. AIR Creators Ecosystem безпосередньо співпрацює з YouTube, Google, Meta (Facebook& Instagram) та TikTok.
Партнерам компанії доступні понад 50 сервісів для безпечного просування контенту та збільшення заробітку авторів на YouTube, Instagram, TikTok, Facebook та Twitch. Серед ключових — збільшення аудиторії, вихід на нові ринки за допомогою перекладів та локалізації контенту, додаткові способи монетизації, розробка ігор, фінтех-рішення та ін. Окрім сервісів для розвитку на основній платформі креатори можуть виходити за рамки та дистрибутувати вже наявний контент на Facebook, китайські платформи, Megogo, запускати циклічні трансляції з сервісом Gyre тощо.
Також AIR допомагає розв’язувати технічні проблеми з порушенням авторських прав, розміщенням, модерацією, блокуванням та просуванням контенту, підтримкою артистів, дистрибуцією та промо музичного контенту на платформах YouTube, Spotify, Shazam, Apple Music.

## Суспільна діяльність

### Фестиваль VideoZhara
З 2016 по 2019 рік компанія AIR організовувала щорічний фестиваль блогерів та відеокреативу Videozhara. У 2018 році фестиваль проводився у Києві, Львові, Дніпрі, Харкові та Одесі. Саме тоді в рамках фестивалю проводилась конференція «VideoZhara для брендів», присвячена трендам онлайн-відео на різних платформах, новинам YouTube та світу диджитал-інфлюенсерів, презентації кейсів колаборацій з інфлюенсерами та підходів під час створення брендованого контенту.
За період існування фестивалю його відвідали понад 50 тисяч відвідувачів та біля 5 тисяч відеоблогерів зі східноєвропейських країн.
У 2018 році була запроваджена премія «Блогосфера» за досягнення відеоблогерів у різних номінаціях.

### Аналіз цифрового контенту щодо війни в Україні
Сплеск цифрового контенту, який спостерігався після вторгнення Росії в Україну в лютому 2022 року і який через контент допоміг збирати кошти та соціально-гуманітарної допомоги, а також привернув увагу людей за межами України до української культури та повсякденного життя, до середини 2023 року суттєво зменшився. Згідно з даними AIR Media-Tech, з лютого по липень 2023 року на YouTube було опубліковано близько 212 000 відео про Україну. Це на 70% менше кількості відео, опублікованих з лютого по липень 2022 року. У зв'язку з цим, AIR Media-Tech у вересні 2023 року запустила програму Brave Voices for Ukraine, яка заохочує створення контенту, збір коштів для українського населення, а також, спеціально для бажаючих клієнтів, організовує відвідування України. AIR Media-Tech повідомляє, що планує, щоб бажаючі клієнти відвідали Київ до початку 2024 року. 